# Aruattus agostii
Genre
Espèce
Aruattus agostii, unique représentant du genre Aruattus, est une espèce d'araignées aranéomorphes de la famille des Salticidae.

## Distribution
Cette espèce est endémique des Moluques en Indonésie. Elle se rencontre dans les îles Aru et Kai.

## Description
La carapace du mâle holotype mesure 1,10 mm de long sur 1,05 mm et l'abdomen 0,95 mm de long sur 0,70 mm et la carapace de la femelle paratype mesure 1,20 mm de long sur 1,10 mm et l'abdomen 1,15 mm de long sur 1,00 mm.

## Étymologie
Cette espèce est nommée en l'honneur de Donat Agosti.

## Publication originale
- Logunov & Azarkina, 2008 : Two new genera and species of Euophryinae (Aranei: Salticidae) from SE Asia. Arthropoda Selecta, vol. 17 no 1/2, p. 111-115 (texte intégral).